# Діоскури

Рубенс. Викрадення дочок Левкіппа

Діоску́ри (грец. Διόσκουροι, Διόσκοροι, Dioskuroi або дав.-гр. Διός+Κούροι, дос. «сини Зевса») — імення нерозлучних братів-близнят Кастора й Полідевка (Поллукса), синів спартанського царя Тіндарея та його дружини Леди. У давньому епосі ім'я Діоскур не зустрічається. В «Одіссеї» Кастор і Полідевк називаються Тіндарідами. За пізнішими переказами, сином Тіндарея був лише Кастор, а батьком Полідевка вважали Зевса. Тому перший був смертним, а другий — безсмертним.
Міфи розповідають про три подвиги Діоскур:
- визволення їхньої сестри Єлени, яку викрав Тесей;
- участь у поході аргонавтів, у якому Полідевк здолав Аміка;
- боротьбу з синами царя Афарея Ідом та Лінкеєм, у яких вони вкрали наречених Фебу і Гілаейру. У сутичці від руки Іда загинув Кастор, Полідевк убив Лінкея, а Зевс блискавкою вбив Іда. Полідевк попросив Зевса дати йому померти разом із братом. Тоді Громовержець запропонував йому вибір — або вічно перебувати самому на Олімпі, або разом з братом проводити один день на Олімпі, а другий — у гробниці (чи в підземному царстві), і Полідевк вибрав останнє. Відтоді Діоскури один день були безсмертними, другий — смертними. Пізніше вважалося, що один з братів перебував на Олімпі, другий — у підземному царстві (по черзі).

Цей міф має зв'язок з уявленням про Діоскур як богів ранкової й вечірньої зорі (за однією з версій, Зевс зробив їх сузір'ям Близнят). Міф символізує зміну життя й смерті, світла і темряви. Культ Діоскур був поширений у різних областях Греції. У Спарті їх шанували як оборонців держави і покровителів гімнастики, а також як покровителів мореплавців і воїнів. Під час літнього сонцестояння Діоскур запрошували до щедрого столу на святкову гостину; за повір'ям греків, брати інколи були присутні на гостині. У Римі з давніх-давен Діоскур шанували як ідеальних носіїв військової доблесті. Під час боїв вони приходили на допомогу і дуже швидко повідомляли про перемогу. У мистецтві їх зображували вродливими юнаками, часом з кіньми та в шапках, характерних для грецьких моряків. Добре відомі колосальні статуї Діоскур з кіньми на Монте-Кавалло, які були поставлені перед термами Константина. Кастор зображувався також приборкувачем коней, а Полідевк — кулачним бійцем.
Метафорично Діоскурами звуть нерозлучних відданих друзів.